# كولوسس (شخصية)
كولوسس هو شخصية خيالية في مارفل كومكس،ظهرت الشخصية لأول مرة في 1975.